# Życie Literackie (1951–1990)
Życie Literackie – ogólnopolski tygodnik literacko-społeczny wydawany w latach 1951–1990 w Krakowie.
Pismo zajmowało się literaturą, teatrem, historią i polityką, było wydawane i redagowane przez Henryka Markiewicza, a od 1952 roku redaktorem naczelnym był Władysław Machejek.
Tygodnik miał zasięg ogólnokrajowy. Z pismem współpracowali między innymi: Wojciech Dzieduszycki, Jan Paweł Gawlik, Jerzy Hordyński, Władysław Loranc, Józef Maśliński, Krzysztof Miklaszewski, Bogusław Schaeffer, Wilhelm Szewczyk, Wisława Szymborska, Olgierd Terlecki, Stanisław Lem, Stefan Otwinowski, Dariusz Domański, Marek Żukow-Karczewski.
Tygodnik jako pierwszy w PRL drukował Czesława Miłosza, Witolda Gombrowicza. W 1981 redakcja poparła wprowadzenie stanu wojennego, choć część zespołu była przeciw. Oponenci odeszli wtedy z pisma, a tygodnik utracił swoje znaczenie. W 1990 pismo zostało zamknięte.